# Richard Ferdinand Wüerst
Richard Ferdinand Wüerst (Berlín, 22 de febrer, 1824 - Idem. 9 d'octubre, 1881), va ser un professor de música, compositor i crític musical alemany.

## Biografia
Format amb Karl Rungenhagen a Berlín, Felix Mendelssohn Bartholdy (composició) i Ferdinand David (violí) a Leipzig, es va instal·lar de nou a la seva ciutat natal després d'un viatge d'estudis del 1845 al 1846 via Frankfurt del Main, Brussel·les i París. El 1850 va prendre classes de cant amb Gustav Wilhelm Teschner que ja havia estudiat cant a París. El 1851 la seva Simfonia en fa major op 21 va ser guardonada amb el primer premi en un concurs de composició organitzat per la Societat Musical de Colònia.
A Berlín va treballar com a director musical reial des de 1856, va ser nomenat professor el 1874 i es va convertir en membre de l'Acadèmia de les Arts el 1877. També va ensenyar composició a l'Acadèmia Kullak i va editar la "Neue Berliner Musikzeitung" de 1874 a 1875. A més de set òperes, tres simfonies i un concert per a violí, va escriure el llibre The Elementary Theory of Music and the Doctrine of Accords, que es va publicar el 1867. Wüerst també va ser crític musical del Berliner Fremdenblatt.

## Família
Richard Wüerst estava casat amb la cantant de concert Franziska, de soltera Weimann. Aquest matrimoni va donar lloc a dos fills.

## Treballs
Teoria de la música

La teoria elemental de la música i la teoria dels acords. Un llibre de text per a músics i amants de la música. Bote & Bock, Berlín 1867. (visualització prèvia limitada a la cerca de llibres de Google)

## Composicions (selecció)
Òperes

- The Rothmantel, òpera romànticament còmica en tres actes (llibret: Richard Wüerst). Impremta Decker, Berlín 1848
- Vineta, oder Am Meeresstrand, gran òpera romàntica en tres actes, basada en un conte popular de Friedrich Gerstäcker, (llibret: Richard Wüerst), op 40. Verlag Bote & Bock, 1863.
- Der Stern von Turan, gran òpera en quatre actes, basada en un poema de Paul Heyse (llibret: Ernst Wichert), op 45. Verlag Bote & Bock, Berlín 1865.
- Die Gastspielreise, acudit dramàtic-musical en un acte (llibret: Adolf von Winterfeld). Editorial Bote & Bock, Berlín 1868.
- Faublas, òpera còmica en tres actes, després de Jean Baptiste Louvet de Couvray (llibret: Ernst Wichert), op 61. Verlag Bote & Bock, Berlín 1872.
- Die Offiziere der Kaiserin, òpera en quatre actes (llibret: Ernst Wichert). Berlín 1878.
- A-ing-fo-hi, òpera còmica en tres actes, basada en una novel·la d'Anton Giulio Barrili (llibret: Ernst Wichert), op 65. Verlag Bote & Bock, Berlín 001875.

### Simfonies
- Simfonia en fa major amb el lema “Vés, fill meu i trenca el fruit d'or”, op 21. Verlag Heinrichshofen, Magdeburg 1852.
- Simfonia en do menor per a orquestra, op 38. Editorial Trautwein, Berlín 1862.
- Simfonia en re menor per a gran orquestra, op 54. Verlag Bote & Bock, Berlín 1869.

### Cantata
- Der Wasserneck, cantata lírica per a cor, sol i orquestra, basada en un poema de Julius Mosen, op 50. Verlag Bahn, Berlín 1857.

### Altres composicions
- Dos romanços per a violí amb acompanyament de piano, op 13. Verlag Friedrich Hoffmeister, Leipzig 1840. Sr. Dr. Theodor Kullak en termes amistosos.
- Dance of the mosquitoes, flies and beetles, Scherzo per a orquestra, op 87. Editorial Ries & Erler, Berlín 1882.[3]